# Cún
Cún (ehemals auch Czún) ist eine ungarische Gemeinde im Kreis Siklós im Komitat Baranya. Ungefähr vierzehn Prozent der Bewohner zählen zur Volksgruppe der Roma.

## Geografische Lage
Cún liegt 32 Kilometer südwestlich des Komitatssitzes Pécs und 18,5 Kilometer südwestlich der Kreisstadt Siklós an dem Fluss Dráva, der die Grenze zu Kroatien bildet. Nachbargemeinden sind Kisszentmárton, Sámod, Adorjás, Kémes und Szaporca. Südlich jenseits der Grenze befindet sich die kroatische Gemeinde Viljevo.

## Geschichte
Im Jahr 1907 gab es in der damaligen Kleingemeinde 78 Häuser und 462 Einwohner auf einer Fläche von 2159  Katastraljochen.

## Sehenswürdigkeiten
- Reformierte Kirche, 1798 erbaut und von 1820 bis 1823 erweitert

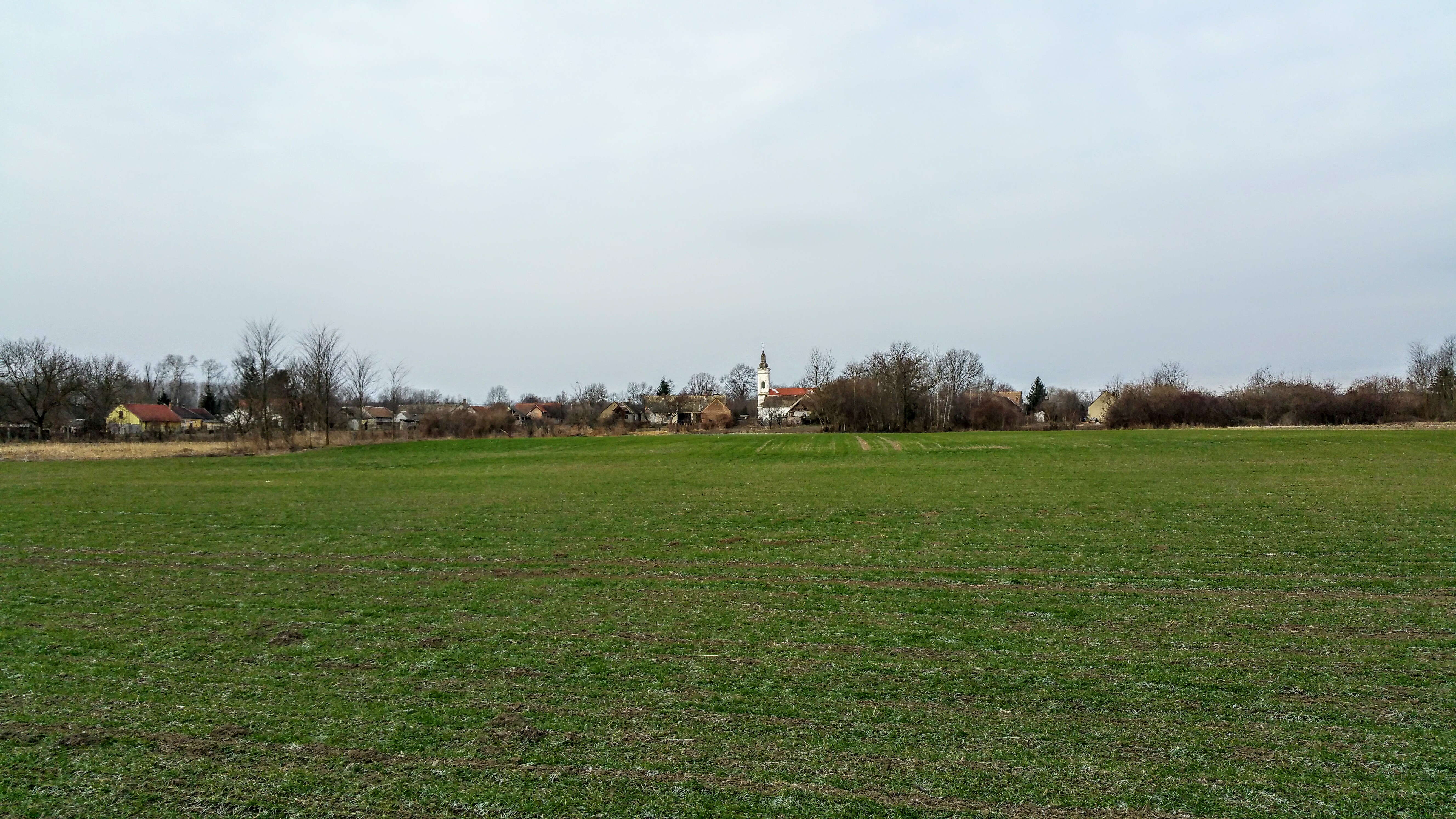
Blick auf Cún
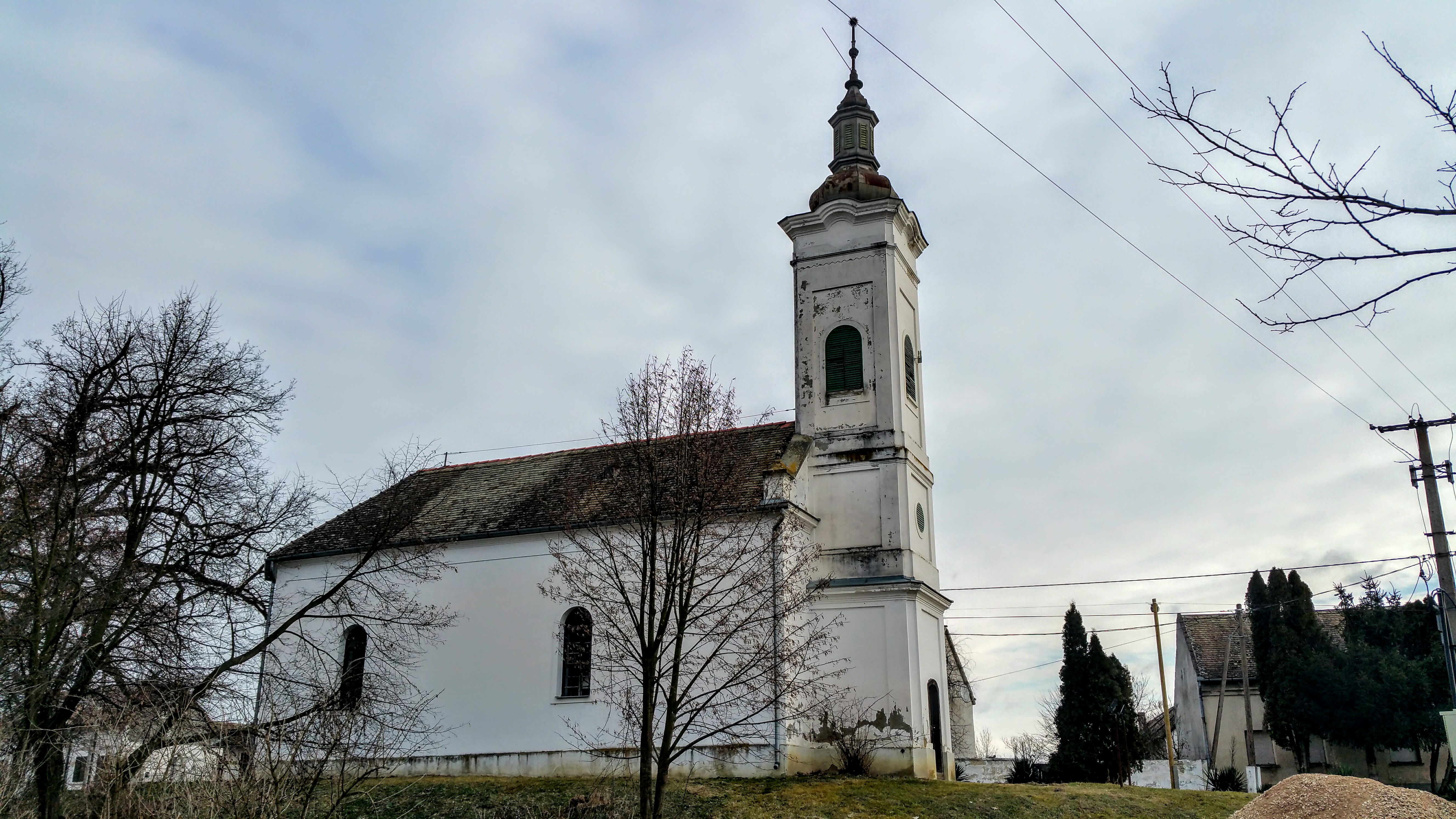
Reformierte Kirche
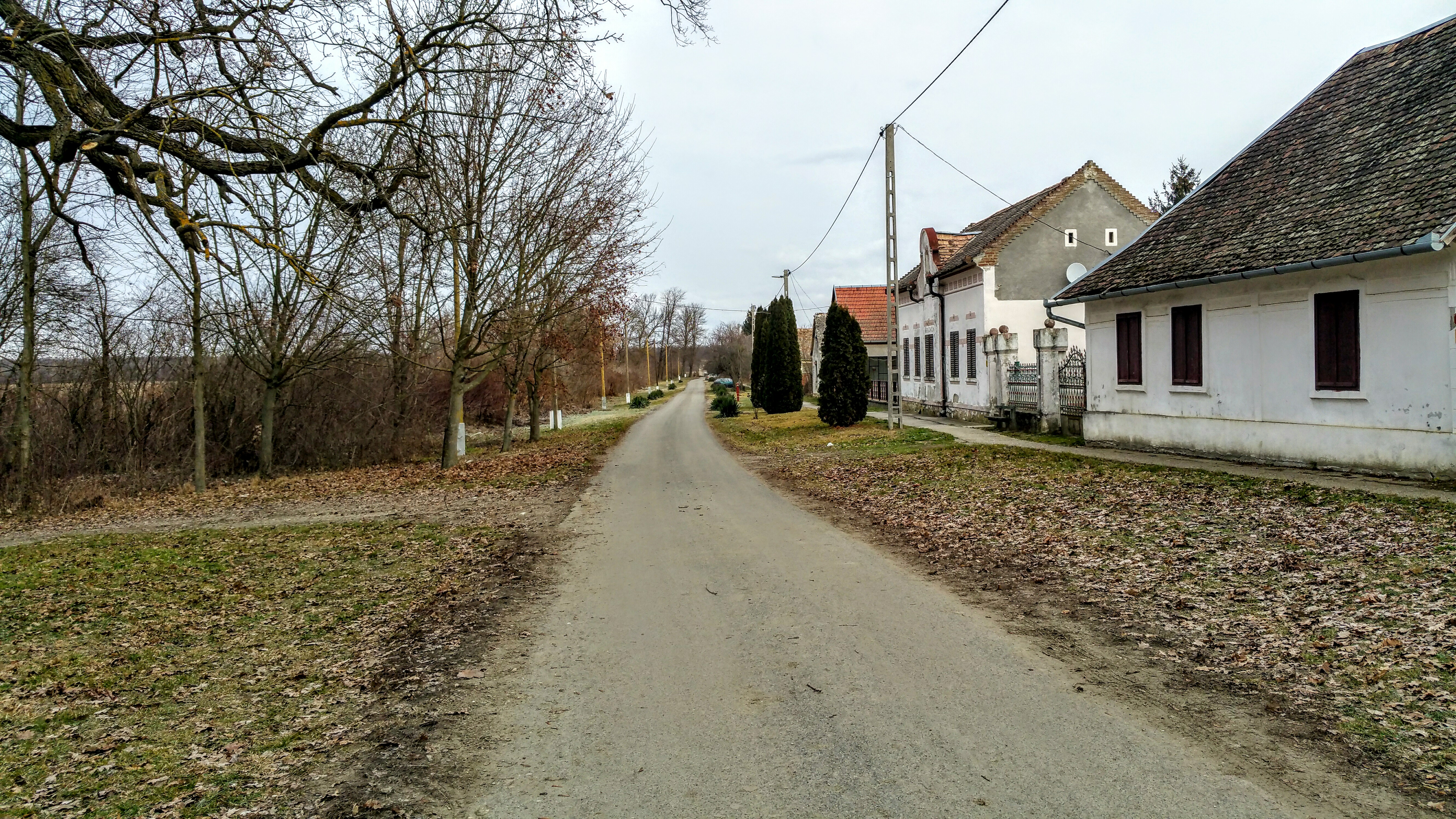
Straße in Cún

## Verkehr
Cún ist nur über die Nebenstraße Nr. 58127 zu erreichen. Es bestehen Busverbindungen nach Kémes. Der nächstgelegene Bahnhof befindet sich nordwestlich in Sellye.